# St. Florian (Stachesried)

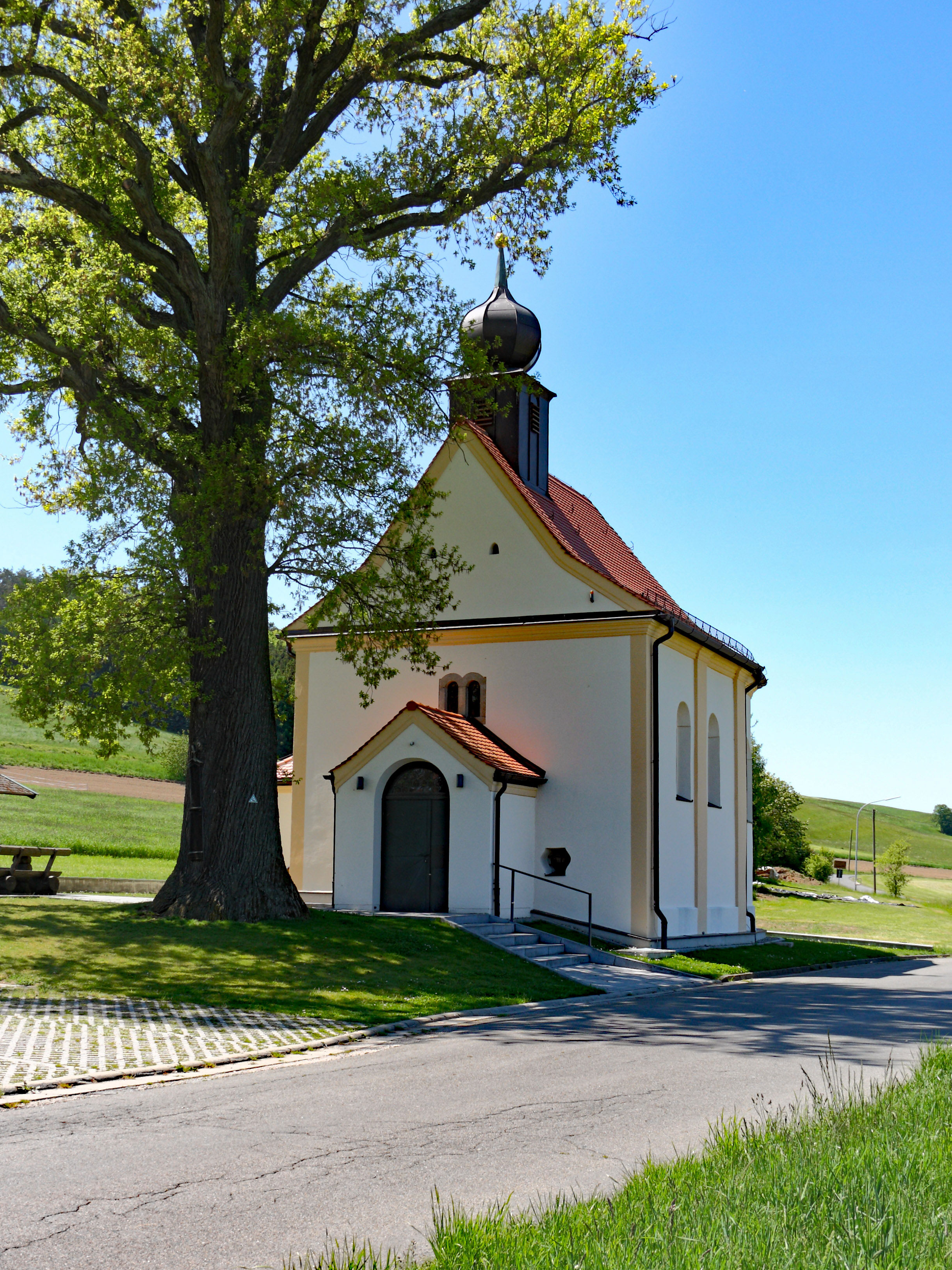
St. Florian (Stachesried)

Die römisch-katholische, denkmalgeschützte Filialkirche St. Florian steht in Stachesried, einem Gemeindeteil  des Marktes Eschlkam im Landkreis Cham in der Oberpfalz. Die Kirche gehört zum Bistum Regensburg. Das Bauwerk ist unter der Denkmalnummer D-3-72-124-32 als Baudenkmal in die Bayerische Denkmalliste eingetragen.

## Beschreibung
Die traufständige spätbarocke Saalkirche wurde 1730 erbaut. Sie besteht aus einem Langhaus, das zum halbrund geschlossenen Chor im Westen übergeht. Das Portal befindet sich in einem Anbau im Osten. Aus dem abgewalmten Satteldach des Langhauses erhebt sich ein quadratischer Dachreiter, der den Glockenstuhl beherbergt und mit einer Zwiebelhaube bedeckt ist.
Der um 1760 gebaute Altar, dessen Altarretabel eine Pietà enthält, wird flankiert von den Statuen des heiligen Petrus und des heiligen Paulus.